# Андреево (посёлок при железнодорожной станции, Ленинградская область)
Андреево — посёлок при железнодорожной станции в Глажевском сельском поселении Киришского района Ленинградской области.

## История
Согласно данным переписи населения СССР 1926 года в посёлке при станции Андреево Андреевского сельсовета Глажевской волости Волховского уезда проживали 75 человек — большинство русские, а также эстонцы и поляки. 

Станция Андреево на карте 1937 года

Согласно переписи населения СССР 1939 года в посёлке при станции Андреево проживали 43 мужчины и 34 женщины, всего 77 человек. Кроме того «на станцию Андреево были перевезены хутора Бабино и Ловково», в которых проживали 25 мужчин и 11 женщин, всего 36 человек. Итого: 113 жителей.
По данным 1966 и 1973 годов посёлок при станции Андреево входил в состав Андреевского сельсовета.
По данным 1990 года посёлок при станции Андреево входил в состав Глажевского сельсовета.
В 1997 году в посёлке при станции Андреево Глажевской волости проживал 31 человек, в 2002 году — 27 (все русские).
В 2007 году в посёлке при станции Андреево Глажевского СП проживали 28 человек, в 2010 году — 18.

## География
Посёлок расположен в северо-западной части района у железнодорожной станции Андреево.
Посёлок находится на автодороге 41А-006 (Зуево — Новая Ладога).
Расстояние до административного центра поселения — 17 км.

## Демография
| 1997 | 2002 | 2007 | 2010 | 2017 |
| ---- | ---- | ---- | ---- | ---- |
| 31   | ↘27  | ↗28  | ↘18  | ↗41  |

### Национальный состав
Согласно данным Всероссийской переписи населения 2021 года в деревне проживали 19 человек, все русские.